# Eryngium marocanum
Eryngium marocanum är en flockblommig växtart som beskrevs av Charles-Joseph Marie Pitard. Eryngium marocanum ingår i släktet martornar, och familjen flockblommiga växter. Inga underarter finns listade i Catalogue of Life.